# La Petite Mort (bande dessinée)
Pour les articles homonymes, voir Petite mort.
La Petite Mort est une série de bandes dessinées scénarisée et dessinée par Davy Mourier.

## Albums
- La Petite Mort, t.  1, Paris, Delcourt, coll. « Humour de rire », 4 septembre 2013  (ISBN 978-2-7560-4256-5)
- La Petite Mort, t.  2 : Le Secret de la licorne-sirène, Paris, Delcourt, coll. « Humour de rire », 8 octobre 2014  (ISBN 978-2-7560-5442-1)
- La Petite Mort, t.  3 : Le Domaine des vieux, Paris, Delcourt, coll. « Humour de rire », 14 octobre 2015  (ISBN 978-2-7560-7113-8)
- La Petite Morte, Delcourt, Paris, Delcourt, coll. « Humour de rire », 15 octobre 2016  (ISBN 978-2756-07886-1)
- Les Petites Morts - Retour vers le fémur, Paris, Delcourt, coll. « Humour de rire », 15 novembre 2017  (ISBN 978-2-4130-0030-3)
- La Petite Mort, t.  4 : V pour Vegan, Paris, Delcourt, coll. « Humour de rire », 27 novembre 2019  (ISBN 978-2-4130-2023-3)

## Adaptations
Pour accompagner la sortie du tome 1, un jeu vidéo La Petite Mort est sorti sur iOS en 2013.
Une web-série d'animation La Petite Mort est diffusée depuis 2017.
Un jeu de société dérivé de la bande dessinée sort en 2018.